# رایان لیتل
رایان لیتل (انگلیسی: Ryan Little) متولد ۲۸ مارس ۱۹۷۱ کارگردان ، فیلمبردار و تهیه کننده فیلم کانادایی است. وی شاید بیشتر به خاطر فیلم سینمایی مقدسین و سربازها (۲۰۰۳) و خوک‌های جنگی (۲۰۱۵) شناخته می‌شود. کارهای او طیف گسترده ای از ژانرها از جمله فیلم‌های جنگی و موضوعات فیلم کودکان را دارد. لیتل در ونکوور کانادا متولد شد و در سال ۱۹۹۹ از دانشگاه بریگم یانگ فارغ التحصیل شد. او شش فیلم سینمایی تهیه کنندگی، یازده کارگردانی و یکی را نیز نویسندگی کرده است.        

## آثار کارگردانی
- آخرین جنگ خوب (۱۹۹۹)
- خارج از مرحله (۲۰۰۲)
- قدیسان و سربازها (۲۰۰۳)
- هرچی تو بخوای (۲۰۰۵)
- دنباله غیر قانونی: گنج بوچ کسیدی (۲۰۰۶)
- خانه ترس (۲۰۰۷)
- همیشه قوی باش (۲۰۰۸)
- عصر اژدها (۲۰۱۱)
- قدیسان و سربازها: نیروی هوایی (۲۰۱۲)
- قدیسان و سربازها: بی‌اعتباری (۲۰۱۴)
- خوک‌های جنگی (۲۰۱۵)
- منسوخ (سریال ۲۰۰۷)